# Cases Joaquima Guardiola
Les cases Joaquima Guardiola són un conjunt arquitectònic situat als carrers de l'Esquirol, 1-5,  Cotoners, 12 i Vigatans, 11 de Barcelona, catalogat com a bé amb elements d'interès (categoria C).

## Història
A finals del segle xviii, hi havia la casa i magatzem del corredor reial de canvis Fèlix Cantalosella, que va morir el 1799, carregat de deutes. A la dècada del 1840, la propietat va sortir a subhasta pública a instàncies del seu concurs de creditors, essent adquirida el 1848 per Joan Guardiola.
El 1880, Joaquima Guardiola i Batista va presentar-ne el projecte de reedificació, obra de l'arquitecte Joaquim Bassegoda i Amigó.

## Descripció
Es tracta de tres edificis d'habitatges de planta baixa, entresol, quatre pisos i terrat. El parament és d'estucat en franges horitzontals, i als pisos, els emmarcaments de les obertures i els sòcols a nivell dels forjat.

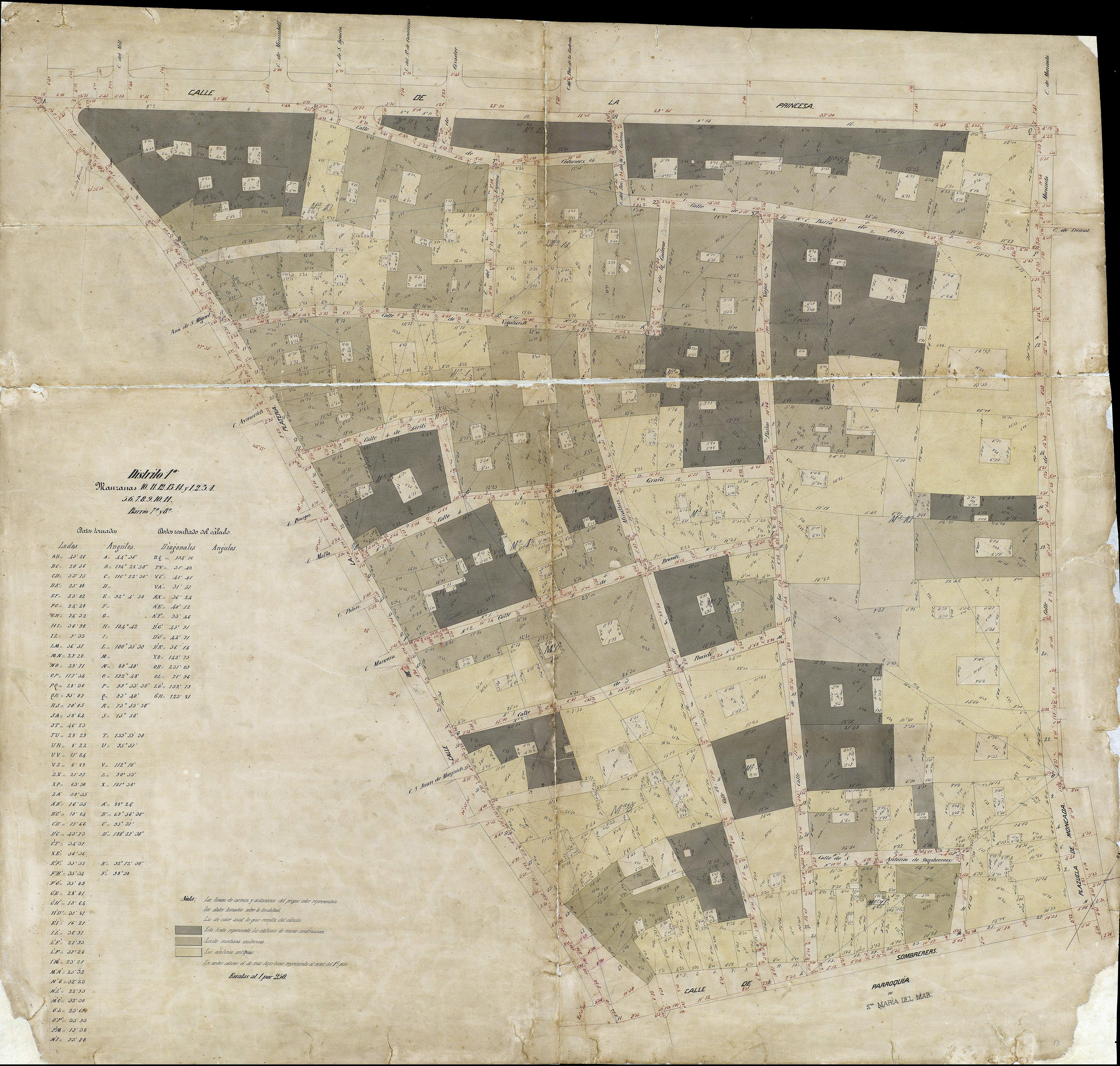
Quarteró núm. 13 de Garriga i Roca (c. 1860)